# Saxifraga rosacea
Saxifraga rosacea là một loài thực vật có hoa trong họ Saxifragaceae. Loài này được Moench miêu tả khoa học đầu tiên năm 1794.